# Obermeitingen
Obermeitingen er en kommune i Landkreis Landsberg am Lech, Regierungsbezirk Oberbayern i den tyske delstat Bayern. Den er en del af Verwaltungsgemeinschaft Igling.

## Inddeling
Ud over Obermeitingen, ligger i kommunen;
- Kolonie Obermeitingen
- Schwabstadl

## Historie
Obermeitingen hørte under Kloster Rottenbuch. Byen hørte under Kurfyrstedømmet Bayern.
I kommunen lå fra august 1944 til april 1945 en koncentrationslejr , der husede tvangsarbejdere (KZ-Außenkommando) fra kz-lejren i Dachau.